# Without a Net
Without a Net je album v živo ameriškega jazzovskega saksofonista Waynea Shorterja in njegovega kvarteta, ki ga sestavljajo še Danilo Perez, John Patitucci in Brian Blade. Album je izšel 5. februarja 2013 pri založbi Blue Note Records.

## Ozadje
Without a Net je Shorterjev prvi album, ki je izšel pri založbi Blue Note po 43 letih, po albumu Odyssey of Iska, ki je izšel leta 1971. Album vsebuje osem skladb kvarteta z evropske turneje, ki je potekala konec leta 2011, vključno s šestimi originalnimi kompozicijami in 23-minutno skladbo »Pegasus«, pri kateri je sodeloval pihalni in torbilni ansambel Imani Winds. Kompozicija »Orbits« je nova verzija istoimenske skladbe, ki jo je leta 1967 posnel Miles Davis Quintet. Skladba je leta 2014 osvojila grammyja za najboljši jazzovski instrumentalni solo. Album vsebuje tudi naslovno skladbo iz filma Flying Down To Rio.

## Sprejem
Will Layman je v recenziji za PopMatters zapisal: »Wayne Shorter in njegov kvartet ni samo dobra ali odlična jazzovska skupina, oni so en glas enega najboljših ameriških glasbenikov, ki smo jih imeli v zadnjih 50 letih. To je glasbenik, ki je daleč v svojih neutrudljivih letih. Wayne Shorter se zdi, samo zdaj, da govori vse kar mora povedati. To je oblika, kjer je jazz bil in kjer je danes.«
Chris Barton je v recenziji za The Los Angeles Times zapisal: »Album je izvrstno, nenehno domiselno poslušanje, ki se sklanja k Shorterjevi bogati zapuščini kot pravemu glasbenemu velikanu, čeprav kaže na resnico, da še pri 80 letih ni končal svojega raziskovanja.«

## Seznam skladb
| Št.             | Naslov                                    | Pisec                                    | Dolžina  |
| --------------- | ----------------------------------------- | ---------------------------------------- | -------- |
| 1.              | „Orbits‟                                  | Shorter                                  | 4:50     |
| 2.              | „Starry Night‟                            | Shorter                                  | 8:49     |
| 3.              | „S.S. Golden Mean‟                        | Shorter                                  | 5:18     |
| 4.              | „Plaza Real‟                              | Shorter                                  | 6:59     |
| 5.              | „Myrrh‟                                   | Shorter                                  | 3:05     |
| 6.              | „Pegasus‟                                 | Shorter                                  | 23:08    |
| 7.              | „Flying Down to Rio‟                      | Edward Eliscu, Gus Kahn, Vincent Youmans | 12:47    |
| 8.              | „Zero Gravity to the 10th Power‟          | Blade, Patitucci, Pérez, Shorter         | 8:13     |
| 9.              | „(The Notes) Unidentified Flying Objects‟ | Blade, Patitucci, Pérez, Shorter         | 4:13     |
| Skupna dolžina: | Skupna dolžina:                           | Skupna dolžina:                          | 01:17:22 |

## Osebje

### Wayne Shorter Quartet
- Wayne Shorter – tenor saksofon, sopran saksofon
- John Patitucci – bas
- Brian Blade  – bobni
- Danilo Perez – klavir

### Produkcija
- Koordinator produkcije: Tom Korkidis
- Izvršni producent: Scott Southard
- Producent: Wayne Shorter
- Miks, inženir: Rob Griffin
- Fotografija: Robert Ascroft